# 微漫画
微漫画是新浪微博旗下，在2012年开始运营的漫画平台，采用像原创漫画创作然后漫画IP产业链营运的模式。

## 作品
《滚蛋吧！肿瘤君》、《渡灵》、《铁鸥》、《圈圈》、《白鹤三绝》、《极速绯闻》《中二少女养花记》《圈圈》《大风歌》、《劫中截》、《暗杀1905》